# Imeni Morozova
Imeni Morozova (russe : и́мени Моро́зова) est une Commune urbaine du raïon de Vsevolojsk de l'oblast de Léningrad, en Russie.

## Géographie
Imeni Morozova est située sur la rive du lac Ladoga près de la source du fleuve Neva, au nord-est de Saint-Pétersbourg.